# مسابقة تيجان النور الدولية للقرآن الكريم
مسابقة وجائزة تيجان النور القطرية الدولية للقرآن الكريم هي مسابقة وجائزة قرآنية دولية تنظمها قناة جيم (قناة الجزيرة للأطفال) في قطر. يُسمح للأطفال الذين تتراوح أعمارهم بين 9 و13 عامًا فقط بالمشاركة في هذا البرنامج. وقد استقطبَت المسابقة مشاركين من مختلف البلدان، مما جعلها واحدة من أهم مسابقات تلاوة القرآن الكريم في العالم. ويستضيف الحدث مسابقات تلاوة القرآن الكريم بطرق مختلفة. تهدف المسابقة إلى غرس القيم السامية والأخلاقية في نفوس الأطفال، وتعزيز الاستخدام الصحيح للغة العربية الفصحى، وتشجيع الأطفال على دراسة القرآن الكريم وتلاوته. وتقوم لجنة مكونة من علماء بارزين، وعلماء متخصصين في دراسة القرآن وتلاوته، بتقييم القراء على أساس قواعد الحركات، وجودة الكلمات والأداء، ونوع التلاوة.
في هذه المسابقة، يحصل الفائز بالمركز الأول على 500 ألف ريال قطري، والفائزان بالمركز الثاني والثالث يحصلان على 300 ألف ريال قطري و100 ألف ريال قطري على التوالي.

## التاريخ
في عام 2013، تقدم أكثر من 1300 طفل من 54 دولة للمشاركة في هذا الحدث. فازت في هذه الدورة الفتاة المغربية دوحة البالغة من العمر 13 عامًا.
وفي عام 2022م استقطبت المسابقة حفظة القرآن الكريم من 48 دولة، فيما شاركت 16 دولة عربية بواقع 681 قارئًا. وستقوم وزارة الأوقاف والشؤون الإسلامية برعاية مسابقة تلاوة القرآن الكريم في هذه الدورة لعام 2022م.

## الغاية
تهدف هذه الجائزة إلى خدمة قرآن الله ورفع المستوى العام لكفاءة القرآن الكريم من خلال الأنشطة التالية:
- إلهام جيل الأطفال نحو دينهم وإدراك واجبهم تجاه معتقداتهم وأهدافهم الإسلامية.
- - احترام حفظة القرآن الكريم المتميزين.
- تقديم الوطن للعالم الإسلامي في خدمة الإسلام.[11]

## طالع أيضًا
- جائزة دبي الدولية للقرآن الكريم
- جوائز محمد السادس للقرآن الكريم
- مسابقة القرآن الكريم الدولية للجمهورية الإسلامية الإيرانية

## روابط خارجية
- رابط المسابقة الرسمي نسخة محفوظة 3 فبراير 2011 على موقع واي باك مشين.